# Сапфір святого Едуарда
Сапфір святого Едуарда — камінь темно-блакитного кольору масою 167 каратів, огранований у формі троянди. Встановлений в центрі верхнього хреста, що вінчає Корону Британської імперії. Його можна побачити в експозиції лондонського Тауера.
Згідно з легендою англійський король Едуард Сповідник носив цей сапфір в персні. Одного разу, по дорозі на месу в каплицю, до нього звернувся жебрак. Оскільки король вже роздав у вигляді милостині усі наявні у нього гроші, то він зняв з пальця перстень і віддав його жебракові. Через багато років два паломники зі Святої землі повернули перстень королеві, розповівши таку історію: у Святій землі вони зустріли старого, який стверджував, що він святий Іоанн, що він довгий час бродить по землі у вигляді жебрака, і що одного разу король подарував йому цей перстень. Він благословив короля за його великодушність і пообіцяв, що вони скоро зустрінуться в раю.
У 1066 році король помер і був похований разом з сапфіровим перснем. Коли, через двісті років, його труну відкрили, то тіло Едуарда Сповідальника було знайдене таким, що прекрасно збереглося. Абат Вестмінстерського абатства зняв перстень з руки короля і передав в королівську скарбницю. Відтоді сапфір святого Едуарда є частиною Коштовностей Корони.
У 1936 році сапфір трохи не пропав, під час похоронів короля Георга V стався прикрий інцидент — важкий мальтійський хрест з сапфіром, що вінчав державну корону, відвалився і впав на бруківку. Наступного ж дня фахівці Garrard були викликані в Тауер для ремонту королівського вінця. Відтоді придворним ювелірам наказано щозими проводити ретельний огляд королівських коштовностей і регалій і при необхідності реставрувати їх.